# Rosellinia dingleyae
Rosellinia dingleyae är en svampart som beskrevs av L.E. Petrini 2003. Rosellinia dingleyae ingår i släktet Rosellinia och familjen kolkärnsvampar.   Inga underarter finns listade i Catalogue of Life.